# Waldrada van Lotharingen
Waldrada (circa 840 - na 869) was de favoriete vrouw van de Karolingische koning Lotharius II. Waldrada en Lotharius waren echter niet voor de Kerk getrouwd.
Waldrada stamde mogelijk uit een adellijke familie uit het Maas-Moesel gebied. Er zijn echter ook andere theorieën over haar afkomst.
Het in 855 gesloten kerkelijk huwelijk van Lotharius met Theutberga bleef kinderloos. Vanaf 857 tot zijn dood in 869 probeerde Lotharius tevergeefs van Theutberga te scheiden om zo een kerkelijk geldig huwelijk met Waldrada aan te kunnen gaan. De scheiding werd met name door paus Nicolaas I geweigerd. Nicolaas I verklaarde een Frankisch concilie, dat zich voor de gevraagde scheiding had uitgesproken, ongeldig. Hij excommuniceerde de afgevaardigden en verklaarde de besluiten van het concilie nietig. Een belegering van Rome door de Karolingers deed hem niet op zijn beslissing terugkomen.
Lotharius II en Waldrada hadden vier kinderen:
- Hugo (855/860 - 900), hertog van de Elzas
- Gisela van Lotharingen (ca. 860/865 - 907), vrouw van Godfried de Noorman, daarna abdis van Nijvel en van Fosses
- Bertha van Lotharingen (863-925), gravin van Arles en gravin van Toscane
- Ermengarde (- 6 augustus na 895/898), non

In 865, onder dreiging met excommunicatie neemt Lotharius Teutberga weer terug als vrouw. Die geeft op haar beurt te kennen dat ze wil scheiden maar de paus geeft daarvoor geen toestemming. Een jaar later heft de paus de excommunicatie van Waldrada op.

Lotharius reist in 869 naar Rome om zijn zaak te bepleiten bij de nieuwe paus. Die zegt toe de kwestie opnieuw in overweging te zullen nemen. Lotharius sterft echter op de weg terug aan malaria, samen met een groot deel van zijn gevolg. Zijn kinderen worden onwettig verklaard en Karel de Kale en Lodewijk de Duitser verdelen zijn koninkrijk bij het Verdrag van Meerssen.
Na de dood van Lotharius trok Waldrada zich terug in de Abdij van Remiremont, waar zij ook werd begraven.